# Emilio Ogñénovich
Emilio Ogñénovich (* 25. Januar 1923 in Olavarría, Provinz Buenos Aires; † 29. Januar 2011 in Mercedes, Provinz Buenos Aires) war ein argentinischer Geistlicher und römisch-katholischer Erzbischof von Mercedes-Luján.

## Leben
Emilio Ogñénovich, Sohn einer kroatischen Einwandererfamilie, empfing am 17. Dezember 1949 in der Basilika von Luján die Priesterweihe durch den Bischof von Mercedes, Anunciado Serafini.
Papst Johannes Paul II. ernannte ihn am 1. Oktober 1979 während der Militärdiktatur Argentiniens zum Titularbischof von Mibiarca und zum Weihbischof im Erzbistum Bahía Blanca. Die Bischofsweihe spendete ihm am 18. November 1979 der Erzbischof von Bahía Blanca, Jorge Mayer; Mitkonsekratoren waren Alejo Benedicto Gilligan, Bischof von Nueve de Julio, und Rómulo García, Bischof von Mar del Plata. Sein bischöflicher Wahlspruch lautete In nomine tuo („In Deinem Namen“).
Am 8. Juni 1982 erfolgte kurz vor dem Besuch von Papst Johannes Paul II. in Luján die Ernennung zum Bischof von Mercedes. Die Amtseinführung fand zwei Tage später statt. Mit der Erhebung des Bistums zum Erzbistum Mercedes-Luján am 21. November 1997 wurde er zum ersten Erzbischof ernannt. Er war zudem Prälat des bedeutendsten Wallfahrtsort des Landes, der Basilika von Luján.
Ogñénovich war eine der führenden Stimmen der Konservativen in der argentinischen Kirche. Ihm gelang eine Aussöhnung der Streitkräfte und Guerilla-Gruppen, die turnusmäßig mit einer Versöhnungsmesse (Misa de la Reconciliación) in der Basilika von Luján gefeiert wird. 2006 besuchte er die Pilgerstätte Međugorje in Bosnien-Herzegowina.
Am 7. März 2000 wurde seinem Rücktrittsgesuch stattgegeben. Er starb nach langer Krankheit und wurde auf dem Friedhof des Priesterseminars Santo Cura de Ars in Mercedes bestattet.